# Alkaline Trio
Alkaline Trio ist eine 1996 gegründete US-amerikanische Punkband aus Chicago.

## Bandgeschichte
Die Band wurde im Dezember 1996 gegründet und besteht heute aus Matt Skiba (Gitarre und Gesang), Daniel Andriano (Bass und Gesang) und Adam Willard (Schlagzeug und Gesang). Ihr erstes Album Goddamnit wurde 1998 mit der Plattenfirma Asian Man Records aufgenommen. Dort erschien auch der Nachfolger sowie drei EPs. Im Jahr 2000 brachte die Band außerdem eine Sammlung ihrer EPs in Form des Albums The Alkaline Trio heraus. 2001 wechselte Alkaline Trio zu Vagrant Records. Dort wurden in Zusammenarbeit mit dem Produzenten Jerry Finn die Alben From Here to Infirmary, Good Mourning und Crimson eingespielt.
2006 verließ die Band Vagrant, das sechste Album sollte 2007 für V2 Records eingespielt werden; da V2 aber in finanzielle Schwierigkeiten geriet und alle Künstler aus ihren Verträgen entlassen hat, war längere Zeit ungewiss, wo dieses Album erscheinen wird. Ende Mai 2007 gab das Alkaline Trio den Wechsel zu Epic Records, einem Sony-BMG-Sublabel, bekannt.
Im Juli 2008 erschien das sechste Studioalbum Agony and Irony. Mit Platz 13 konnte die Band mit ihrem Major-Label-Debüt die bis dahin beste Platzierung in den amerikanischen Albumcharts erreichen. Im selben Jahr brachte die Firma Nike einen Alkaline-Trio-Schuh auf den Markt. Am 23. Februar 2010 erschien ihr siebtes Studioalbum mit dem Titel This Addiction. Die gleichnamige Single mit einem dazugehörigen Video wurde Anfang Februar 2010 veröffentlicht.
Am 12. Juli 2011 wurde Damnesia veröffentlicht, eine Zusammenstellung von älteren Songs, die neu als Akustikversionen aufgenommen wurden, und zwei neuen Songs.
Das Studioalbum My Shame Is True erschien 2013 und enthält unter anderem einen Gastbeitrag von Tim McIlrath von Rise Against. Von 2015 bis 2022 ersetzte Skiba Tom DeLonge als Gitarrist und Sänger bei Blink-182. Die Aktivität des Alkaline Trios verminderte sich dadurch vorübergehend. 2022 stieg Skiba infolge der Rückkehr von DeLonge bei Blink-182 aus.
2023 verließ Schlagzeuger Grant nach 20 Jahren das Alkaline Trio. Er begründete dies mit seiner mentalen Gesundheit, die laut eigener Aussage eine hohe Touraktivität nicht zulasse; neuer Schlagzeuger wurde Adam Willard.
Am 26. Januar 2024 erschien das aktuelle Studioalbum Blood, Hair, and Eyeballs.

## Sonstiges
Viele Songs des Alkaline Trios handeln von Alkohol, Langeweile, Tod und Liebeskummer.
Das Alkaline Trio ist auch auf der CD Rock Against Bush Volume I mit dem Song Warbrain vertreten.
Der Song Wash Away (ein TSOL-Cover) wurde im Videospiel Tony Hawk’s American Wasteland verwendet. Zudem wurden Armageddon (in Tony Hawk's Underground), Mercy Me und Fall Victim (in FlatOut 2) für Spiele verwendet.

## Diskografie

### Studioalben
| Jahr | Titel Musiklabel                                      | Höchstplatzierung, Gesamtwochen, AuszeichnungChartplatzierungen (Jahr, Titel, Musiklabel, Platzierungen, Wochen, Auszeichnungen, Anmerkungen) | Höchstplatzierung, Gesamtwochen, AuszeichnungChartplatzierungen (Jahr, Titel, Musiklabel, Platzierungen, Wochen, Auszeichnungen, Anmerkungen) | Höchstplatzierung, Gesamtwochen, AuszeichnungChartplatzierungen (Jahr, Titel, Musiklabel, Platzierungen, Wochen, Auszeichnungen, Anmerkungen) | Höchstplatzierung, Gesamtwochen, AuszeichnungChartplatzierungen (Jahr, Titel, Musiklabel, Platzierungen, Wochen, Auszeichnungen, Anmerkungen) | Anmerkungen                                           |
| Jahr | Titel Musiklabel                                      | DE | UK | US | Rock | Anmerkungen                                           |
| ---- | ----------------------------------------------------- | --- | --- | --- | --- | ----------------------------------------------------- |
| 1998 | Goddamnit Asian Man Records                           | — | — | — | — | Erstveröffentlichung: 13. Oktober 1998                |
| 2000 | Maybe I’ll Catch Fire Asian Man Records               | — | — | — | — | Erstveröffentlichung: 14. März 2000                   |
| 2001 | From Here to Infirmary Vagrant Records                | — | UK95 (1 Wo.)UK | US199 (1 Wo.)US | — | Erstveröffentlichung: 3. April 2001                   |
| 2003 | Good Mourning Vagrant Records                         | — | UK32 (2 Wo.)UK | US20 (12 Wo.)US | — | Erstveröffentlichung: 13. Mai 2003                    |
| 2005 | Crimson Vagrant Records                               | — | UK34 Silber · (2 Wo.)UK | US25 (7 Wo.)US | — | Erstveröffentlichung: 24. Mai 2005 Verkäufe: + 60.000 |
| 2008 | Agony & Irony Epic Records                            | — | UK52 (1 Wo.)UK | US13 (5 Wo.)US | Rock5 (2 Wo.)Rock | Erstveröffentlichung: 1. Juli 2008                    |
| 2010 | This Addiction Heart & Skull / Epitaph Records        | — | UK51 (1 Wo.)UK | US11 (3 Wo.)US | Rock1 (2 Wo.)Rock | Erstveröffentlichung: 23. Februar 2010                |
| 2013 | My Shame Is True Heart & Skull / Epitaph Records      | — | UK51 (1 Wo.)UK | US24 (2 Wo.)US | Rock8 (2 Wo.)Rock | Erstveröffentlichung: 2. April 2013                   |
| 2018 | Is This Thing Cursed? Heart & Skull / Epitaph Records | — | UK50 (1 Wo.)UK | US68 (2 Wo.)US | Rock6 (2 Wo.)Rock | Erstveröffentlichung: 31. August 2018                 |
| 2024 | Blood, Hair, and Eyeballs Rise Records                | DE27 (1 Wo.)DE | UK64 (1 Wo.)UK | US188 (1 Wo.)US | — | Erstveröffentlichung: 26. Januar 2024                 |

grau schraffiert: keine Chartdaten aus diesem Jahr verfügbar

### Kompilationen
| Jahr | Titel Musiklabel                         | Höchstplatzierung, Gesamtwochen, AuszeichnungChartplatzierungen (Jahr, Titel, Musiklabel, Platzierungen, Wochen, Auszeichnungen, Anmerkungen) | Höchstplatzierung, Gesamtwochen, AuszeichnungChartplatzierungen (Jahr, Titel, Musiklabel, Platzierungen, Wochen, Auszeichnungen, Anmerkungen) | Höchstplatzierung, Gesamtwochen, AuszeichnungChartplatzierungen (Jahr, Titel, Musiklabel, Platzierungen, Wochen, Auszeichnungen, Anmerkungen) | Anmerkungen                           |
| Jahr | Titel Musiklabel                         | UK | US | Rock | Anmerkungen                           |
| ---- | ---------------------------------------- | --- | --- | --- | ------------------------------------- |
| 2000 | Alkaline Trio Asian Man Records          | — | — | — | Erstveröffentlichung: 18. April 2000  |
| 2007 | Remains Vagrant Records                  | UK68 (1 Wo.)UK | US64 (2 Wo.)US | Rock16 (1 Wo.)Rock | Erstveröffentlichung: 30. Januar 2007 |
| 2011 | Damnesia Heart & Skull / Epitaph Records | — | US43 (1 Wo.)US | Rock11 (1 Wo.)Rock | Erstveröffentlichung: 12. Juli 2011   |

grau schraffiert: keine Chartdaten aus diesem Jahr verfügbar

### EPs
- 1998: For Your Lungs Only
- 1999: I Lied My Face Off
- 2002: Alkaline Trio/Hot Water Music (Split-EP mit Hot Water Music)
- 2004: BYO Split Series, Vol. V (Split-EP mit One Man Army)

### Singles
| Jahr | Titel Album                        | Höchstplatzierung, Gesamtwochen, AuszeichnungChartplatzierungen (Jahr, Titel, Album, Platzierungen, Wochen, Auszeichnungen, Anmerkungen) | Höchstplatzierung, Gesamtwochen, AuszeichnungChartplatzierungen (Jahr, Titel, Album, Platzierungen, Wochen, Auszeichnungen, Anmerkungen) | Anmerkungen                              |
| Jahr | Titel Album                        | UK | US | Anmerkungen                              |
| ---- | ---------------------------------- | --- | --- | ---------------------------------------- |
| 2001 | Private Eye From Here to Infirmary | UK51 (2 Wo.)UK | — | Erstveröffentlichung: 15. November 2001  |
| 2002 | Stupid Kid From Here to Infirmary  | UK53 (3 Wo.)UK | — | Erstveröffentlichung: 25. März 2002      |
| 2003 | We’ve Had Enough Good Mourning     | UK50 (1 Wo.)UK | — | Erstveröffentlichung: 20. März 2003      |
| 2003 | All on Black Good Mourning         | UK60 (1 Wo.)UK | — | Erstveröffentlichung: 2. Dezember 2003   |
| 2005 | Time to Waste Crimson              | UK32 (3 Wo.)UK | — | Erstveröffentlichung: 24. Mai 2005       |
| 2005 | Mercy Me Crimson                   | UK30 (2 Wo.)UK | — | Erstveröffentlichung: 27. September 2005 |
| 2006 | Burn Crimson                       | UK34 (2 Wo.)UK | — | Erstveröffentlichung: 19. Februar 2006   |

Weitere Singles
- 2008: Help Me
- 2010: This Addiction
- 2013: I Wanna Be a Warhol
- 2018: Blackbird
- 2018: Is This Thing Cursed?
- 2018: Demon and Division

## Auszeichnungen für Musikverkäufe
Anmerkung: Auszeichnungen in Ländern aus den Charttabellen bzw. Chartboxen sind in ebendiesen zu finden.
| Land/RegionAuszeichnungen für Musikverkäufe (Land/Region, Auszeichnungen, Verkäufe, Quellen) | Silber  | Gold | Platin | Verkäufe | Quellen   |
| -------------------------------------------------------------------------------------------- | ------- | ---- | ------ | -------- | --------- |
| Vereinigtes Königreich (BPI)                                                                 | Silber1 | —    | —      | 60.000   | bpi.co.uk |
| Insgesamt                                                                                    | Silber1 | —    | —      |          |           |